# Belmonte Mezzagno
Pour les articles homonymes, voir Belmonte.
Belmonte Mezzagno est une commune italienne de la Ville métropolitaine de Palerme dans la région Sicile.

## Administration
| Période                                  | Période | Identité        | Étiquette | Qualité |
| ---------------------------------------- | ------- | --------------- | --------- | ------- |
|                                          |         | Maurizio Milone |           |         |
| Les données manquantes sont à compléter. |         |                 |           |         |

### Communes limitrophes
Altofonte, Misilmeri, Palerme, Santa Cristina Gela